# Damaeolus magnus
Damaeolus magnus är en kvalsterart som beskrevs av Sandór Mahunka 1979. Damaeolus magnus ingår i släktet Damaeolus och familjen Damaeolidae. Inga underarter finns listade i Catalogue of Life.